# アカシマシラヒゲエビ
アカシマシラヒゲエビ（赤縞白髭蝦、学名: Lysmata amboinensis）は、十脚目モエビ科に分類されるエビの一種。熱帯のサンゴ礁域に生息し、鮮やかな体色と魚類の体表を掃除する行動が知られる。アカスジモエビ（赤条藻蝦）の別名もあり、こちらを主として記載した文献もあるが、和名が似たアカシマモエビ L. vittata、アカモエビ L. kuekenthali という同属種がおり、混同しないよう注意を要する。
成体は体長40-60mmほど。額角は長く、上側に6個、下側に3-4個の歯がある。上側の最後の1個は他の5個から離れ、複眼よりやや後ろの頭胸甲上にある。第1・第2歩脚は先端に小さなはさみがある。第1歩脚は第3顎脚よりも太くて短いが、第2歩脚は歩脚の中で最も細長い。また第2歩脚の腕節は19-20節に分かれる。生時の体色は背中の中央、触角、第3顎脚が白く、背中の白線を挟む太い赤帯があり、体の腹面は黄褐色である。
分布域は広く、インド太平洋の他、カリブ海にも分布する。タイプ産地はモルッカ諸島・アンボン（アンボイナ）で、種小名"amboinensis"も「アンボイナに棲む」の意である。日本でも暖流の影響が強い房総半島以南の太平洋岸で見られるが、本州では水温が下がる冬に姿を消し、夏に再び姿を現す所が多い。これらは無効分散（死滅回遊）による一時的な定着とみられる。
浅い海の岩礁やサンゴ礁に生息し、岩穴に数匹で潜む。また、ハタゴイソギンチャク類と共生することもある。
岩穴は様々な魚の住処にもなるが、アカシマシラヒゲエビはこれらの魚の体表を這い、食べかすや寄生虫などを食べて共生する。ウツボやハタなどの大型肉食魚もアカシマシラヒゲエビを捕食することなく、おとなしく体表にエビを這わせ、掃除をしてもらう。捕食されない理由は、エビの特徴的な体色と、白く長い触角を振り回す動作が標識の役目を果たすためと考えられている。アカシマシラヒゲエビが生息する岩穴では、掃除をしてもらうために様々な魚が集まり、「順番待ち」をすることもある。アカシマシラヒゲエビの他にもシロボシアカモエビ、オトヒメエビ、魚ではベラ科の海水魚ホンソメワケベラなど、魚の体表を掃除する動物はいくつか知られており、これらはクリーナー（Cleaner）と総称される。
鮮やかな体色と掃除行動から、スクーバダイビングや水族館等での観察対象としてもよく利用される。